# Metaphidippus bisignatus
Metaphidippus bisignatus är en spindelart som beskrevs av Cândido Firmino de Mello-Leitão 1945. 
Metaphidippus bisignatus ingår i släktet Metaphidippus och familjen hoppspindlar. Inga underarter finns listade i Catalogue of Life.